# World Rugby Sevens Series 2022-2023
Il World Rugby Sevens Series 2022-2023 fu la ventiquattresima edizione del torneo internazionale di rugby a 7 organizzato da World Rugby. La serie iniziò il 4 novembre 2022 e terminò il 21 maggio 2023. Per la terza volta, il torneo era valido anche come qualificazione olimpica: le prime 4 classificate, con l'esclusione della Francia come paese organizzatore, si qualificarnono automaticamente per i Giochi di Parigi 2024.
La serie fu vinta dalla Nuova Zelanda, che si aggiudicò cinque delle undici tappe e conquistò il titolo per la quattordicesima volta.

## Formato
La competizione era una serie di tornei dove le squadre partecipanti ottenevano un punteggio secondo i piazzamenti nei singoli tornei al fine di determinare la classifica finale che avrebbe deciso il vincitore.
A ogni torneo partecipavano 16 squadre: ai 15 core teams, ovvero le squadre che avevano acquisito il diritto a partecipare a tutti i tornei della serie, se ne aggiungeva una a invito rappresentate il continente dove si svolgeva il torneo.

Nella prima fase le squadre erano divise in gironi da quattro formazioni, che disputavano un girone all'italiana. Venivano attribuiti 3 punti per la vittoria, 2 per il pareggio, uno per la sconfitta, 0 se si fosse dato forfait. A parità di punti erano considerati:
1. Confronto diretto.
2. Differenza punti.
3. Differenza mete.
4. Punti segnati.
5. Sorteggio.

Nella seconda fase a eliminazione diretta, le prime due di ogni girone competevano per la Cup e per l'assegnazione delle medaglie. Le restanti squadre accedevano invece a un secondo tabellone per determinare la loro posizione finale.
Punteggi
| Torneo          | Vincitore | Finalista | Terza         | Quarta        |
| Torneo          | Vincitore | Finalista | Semifinaliste | Semifinaliste |
| --------------- | --------- | --------- | ------------- | ------------- |
| Cup 1º-4º posto | 22        | 19        | 17            | 15            |
| 5º-6º posto     | 13        | 12        |               |               |
| 7º-8º posto     | 11        | 10        |               |               |
| 9º-10º posto    | 8         | 7         |               |               |
| 11º-12º posto   | 6         | 5         |               |               |
| 13º-14º posto   | 4         | 3         |               |               |
| 15º-16º posto   | 2         | 1         |               |               |

Se due squadre fossero state a pari punti a fine stagione si sarebbero usati i seguenti metodi per stabilire la classifica:
1. Differenza punti in stagione
2. Totale mete in stagione
3. Se i criteri sopra indicati non fossero stati sufficienti le squadre sarebbero state pari

## Squadre partecipanti
L'Uruguay ha ottenuto la promozione a core team dopo aver vinto la World Rugby Sevens Challenger Series. Inghilterra, Galles e Scozia si sono invece accordate per unire le proprie squadre e partecipare come Gran Bretagna a partire da questa edizione.

I 15 core teams per la stagione 2022-23 erano:
| Argentina | Giappone      | Samoa       |
| Australia | Gran Bretagna | Spagna      |
| Canada    | Irlanda       | Stati Uniti |
| Figi      | Kenya         | Sudafrica   |
| Francia   | Nuova Zelanda | Uruguay     |

## Calendario
| Torneo                | Stadio                     | Località       | Date                   | Vincitrice    |
| --------------------- | -------------------------- | -------------- | ---------------------- | ------------- |
| Hong Kong Sevens 2022 | Hong Kong Stadium          | Hong Kong      | 4-6 novembre 2022      | Australia     |
| Dubai Sevens          | The Sevens                 | Dubai          | 2-3 dicembre 2022      | Sudafrica     |
| South Africa Sevens   | Cape Town Stadium          | Città del Capo | 9-11 dicembre 2022     | Samoa         |
| New Zealand Sevens    | Waikato Stadium            | Hamilton       | 21-22 gennaio 2023     | Argentina     |
| Australia Sevens      | Sydney Football Stadium    | Sydney         | 27-29 gennaio 2023     | Nuova Zelanda |
| USA Sevens            | Dignity Health Sports Park | Los Angeles    | 25-26 febbraio 2023    | Nuova Zelanda |
| Canada Sevens         | BC Place                   | Vancouver      | 3-5 marzo 2023         | Argentina     |
| Hong Kong Sevens 2023 | Hong Kong Stadium          | Hong Kong      | 31 marzo-2 aprile 2023 | Nuova Zelanda |
| Singapore Sevens      | National Stadium           | Singapore      | 8-9 aprile 2023        | Nuova Zelanda |
| France Sevens         | Stadio Ernest Wallon       | Tolosa         | 12-14 maggio 2023      | Nuova Zelanda |
| London Sevens         | Twickenham                 | Londra         | 20-21 maggio 2023      | Argentina     |

## Classifica generale
| Pos. | Squadra       | HKG 1 | DUB | RSA | NZL | AUS | USA | CAN | HKG 2 | SGP | FRA | LON | Totale |
| ---- | ------------- | ----- | --- | --- | --- | --- | --- | --- | ----- | --- | --- | --- | ------ |
| 1    | Nuova Zelanda | 8     | 17  | 19  | 19  | 22  | 22  | 13  | 22    | 22  | 22  | 14  | 200    |
| 2    | Argentina     | 13    | 12  | 12  | 22  | 8   | 19  | 22  | 13    | 19  | 19  | 20  | 179    |
| 3    | Figi          | 19    | 8   | 13  | 10  | 17  | 17  | 10  | 19    | 17  | 8   | 18  | 156    |
| 4    | Francia       | 17    | 13  | 8   | 15  | 15  | 8   | 19  | 17    | 10  | 17  | 12  | 151    |
| 5    | Australia     | 22    | 10  | 7   | 13  | 10  | 15  | 17  | 5     | 13  | 13  | 8   | 133    |
| 6    | Samoa         | 15    | 10  | 22  | 8   | 13  | 13  | 8   | 7     | 15  | 5   | 16  | 132    |
| 7    | Sudafrica     | 10    | 22  | 15  | 10  | 19  | 10  | 3   | 12    | 5   | 10  | 4   | 120    |
| 8    | Irlanda       | 10    | 19  | 5   | 12  | 12  | 10  | 15  | 8     | 1   | 12  | 10  | 114    |
| 9    | Gran Bretagna | 5     | 5   | 10  | 5   | 10  | 12  | 10  | 15    | 12  | 10  | 6   | 100    |
| 10   | Stati Uniti   | 12    | 15  | 17  | 17  | 5   | 3   | 12  | 10    | 3   | 1   | 3   | 98     |
| 11   | Spagna        | 5     | 3   | 5   | 3   | 2   | 7   | 5   | 10    | 8   | 7   | 2   | 57     |
| 12   | Uruguay       | 3     | 7   | 10  | 1   | 3   | 5   | 5   | 5     | 10  | 5   | 0   | 54     |
| 13   | Kenya         | 1     | 5   | 3   | 7   | 5   | 1   | 7   | 1     | 7   | 3   | 0   | 40     |
| 14   | Canada        | 7     | 2   | 2   | 2   | 1   | 5   | 1   | 2     | 2   | 15  | 0   | 39     |
| 15   | Giappone      | 2     | 1   | 1   | 1   | 1   | 2   | 2   | 1     | 5   | 2   | 0   | 18     |
| 16   | Tonga         | —     | —   | —   | 5   | 7   | —   | —   | —     | —   | —   | 0   | 12     |
| 17   | Hong Kong     | 1     | —   | —   | —   | —   | —   | —   | 3     | 1   | —   | —   | 5      |
| 18   | Uganda        | —     | 1   | 1   | —   | —   | —   | —   | —     | —   | —   | —   | 2      |
| 19   | Cile          | —     | —   | —   | —   | —   | 1   | 1   | —     | —   | —   | —   | 2      |
| 20   | Germania      | —     | —   | —   | —   | —   | —   | —   | —     | —   | 1   | —   | 1      |

Fonte: World Rugby
| Legenda                                                                                       | Legenda                              |
| --------------------------------------------------------------------------------------------- | ------------------------------------ |
|                                                                                               | Core team confermato per il 2023–24. |
|                                                                                               | Core team retrocesso.[4]             |
| Ammessa ai play-off per lo status di "core team" nelle World Rugby Sevens Series 2023-2024[4] |                                      |
|                                                                                               | Squadra invitata                     |
| Qualificata al torneo olimpico di Parigi 2024.[1]                                             |                                      |
| Ammessa al torneo olimpico di Parigi 2024 come paese organizzatore.                           |                                      |

## Risultati dei tornei

### Hong Kong Sevens 2022
| Trofeo    | Vincitrice    | Risultato | Finalista   | Semifinaliste          |
| --------- | ------------- | --------- | ----------- | ---------------------- |
| Cup       | Australia     | 20–17     | Figi        | Francia (Bronzo) Samoa |
| 5º posto  | Argentina     | 36–0      | Stati Uniti | Irlanda Sudafrica      |
| 9º posto  | Nuova Zelanda | 33–5      | Canada      | Gran Bretagna Spagna   |
| 13º posto | Uruguay       | 33–10     | Giappone    | Kenya Hong Kong        |

### Dubai Sevens
| Trofeo    | Vincitrice | Risultato | Finalista | Semifinaliste                      |
| --------- | ---------- | --------- | --------- | ---------------------------------- |
| Cup       | Sudafrica  | 21–5      | Irlanda   | Nuova Zelanda (Bronzo) Stati Uniti |
| 5º posto  | Francia    | 19–12     | Argentina | Samoa Australia                    |
| 9º posto  | Figi       | 47–0      | Uruguay   | Gran Bretagna Kenya                |
| 13º posto | Spagna     | 38–7      | Canada    | Giappone Uganda                    |

### South Africa Sevens
| Trofeo    | Vincitrice | Risultato | Finalista     | Semifinaliste                  |
| --------- | ---------- | --------- | ------------- | ------------------------------ |
| Cup       | Samoa      | 12–7      | Nuova Zelanda | Stati Uniti (Bronzo) Sudafrica |
| 5º posto  | Figi       | 29–5      | Argentina     | Gran Bretagna Uruguay          |
| 9º posto  | Francia    | 24–12     | Australia     | Irlanda Spagna                 |
| 13º posto | Kenya      | 21–10     | Canada        | Giappone Uganda                |

### New Zealand Sevens
| Trofeo    | Vincitrice | Risultato | Finalista     | Semifinaliste                |
| --------- | ---------- | --------- | ------------- | ---------------------------- |
| Cup       | Argentina  | 14–12     | Nuova Zelanda | Stati Uniti (Bronzo) Francia |
| 5º posto  | Australia  | 26–17     | Irlanda       | Sudafrica Figi               |
| 9º posto  | Samoa      | 26–5      | Kenya         | Gran Bretagna Tonga          |
| 13º posto | Spagna     | 24–12     | Canada        | Uruguay Giappone             |

### Australia Sevens
| Trofeo    | Vincitrice    | Risultato | Finalista | Semifinaliste           |
| --------- | ------------- | --------- | --------- | ----------------------- |
| Cup       | Nuova Zelanda | 38–0      | Sudafrica | Figi (Bronzo) Francia   |
| 5º posto  | Samoa         | 24–12     | Irlanda   | Australia Gran Bretagna |
| 9º posto  | Argentina     | 21–19     | Tonga     | Kenya Stati Uniti       |
| 13º posto | Uruguay       | 26–5      | Spagna    | Canada Giappone         |

### USA Sevens
| Trofeo    | Vincitrice    | Risultato | Finalista     | Semifinaliste           |
| --------- | ------------- | --------- | ------------- | ----------------------- |
| Cup       | Nuova Zelanda | 22–12     | Argentina     | Figi (Bronzo) Australia |
| 5º posto  | Samoa         | 24–19     | Gran Bretagna | Sudafrica Irlanda       |
| 9º posto  | Francia       | 26–24     | Spagna        | Canada Uruguay          |
| 13º posto | Stati Uniti   | 31–7      | Giappone      | Kenya Cile              |

### Canada Sevens
| Trofeo    | Vincitrice    | Risultato | Finalista   | Semifinaliste              |
| --------- | ------------- | --------- | ----------- | -------------------------- |
| Cup       | Argentina     | 33–21     | Francia     | Australia (Bronzo) Irlanda |
| 5º posto  | Nuova Zelanda | 50–7      | Stati Uniti | Gran Bretagna Figi         |
| 9º posto  | Samoa         | 35–17     | Kenya       | Uruguay Spagna             |
| 13º posto | Sudafrica     | 17–5      | Giappone    | Cile Canada                |

### Hong Kong Sevens 2023
| Trofeo    | Vincitrice    | Risultato | Finalista | Semifinaliste                  |
| --------- | ------------- | --------- | --------- | ------------------------------ |
| Cup       | Nuova Zelanda | 24–17     | Figi      | Francia (Bronzo) Gran Bretagna |
| 5º posto  | Argentina     | 7–5       | Sudafrica | Spagna Stati Uniti             |
| 9º posto  | Irlanda       | 19–17     | Samoa     | Australia Uruguay              |
| 13º posto | Hong Kong     | 17–7      | Canada    | Giappone Kenya                 |

### Singapore Sevens
| Trofeo    | Vincitrice    | Risultato | Finalista     | Semifinaliste       |
| --------- | ------------- | --------- | ------------- | ------------------- |
| Cup       | Nuova Zelanda | 19–17     | Argentina     | Figi (Bronzo) Samoa |
| 5º posto  | Australia     | 24–21     | Gran Bretagna | Uruguay Francia     |
| 9º posto  | Spagna        | 26–10     | Kenya         | Giappone Sudafrica  |
| 13º posto | Stati Uniti   | 22–17     | Canada        | Hong Kong Irlanda   |

### France Sevens
| Trofeo    | Vincitrice    | Risultato | Finalista | Semifinaliste           |
| --------- | ------------- | --------- | --------- | ----------------------- |
| Cup       | Nuova Zelanda | 24–17     | Argentina | Francia (Bronzo) Canada |
| 5º posto  | Australia     | 26–21     | Irlanda   | Gran Bretagna Sudafrica |
| 9º posto  | Figi          | 26–15     | Spagna    | Samoa Uruguay           |
| 13º posto | Kenya         | 33–12     | Giappone  | Germania Stati Uniti    |

### London Sevens
| Trofeo   | Vincitrice | Risultato | Finalista   | Semifinaliste                |
| -------- | ---------- | --------- | ----------- | ---------------------------- |
| Cup      | Argentina  | 35–14     | Figi        | Samoa (Bronzo) Nuova Zelanda |
| 5º posto | Francia    | 21–19     | Irlanda     | Australia Gran Bretagna      |
| 9º posto | Sudafrica  | 47–5      | Stati Uniti | Spagna Giappone              |
| Play-off | Canada     | 12–7      | Kenya       | Tonga Uruguay                |